# Adela Artzt-Madalińska

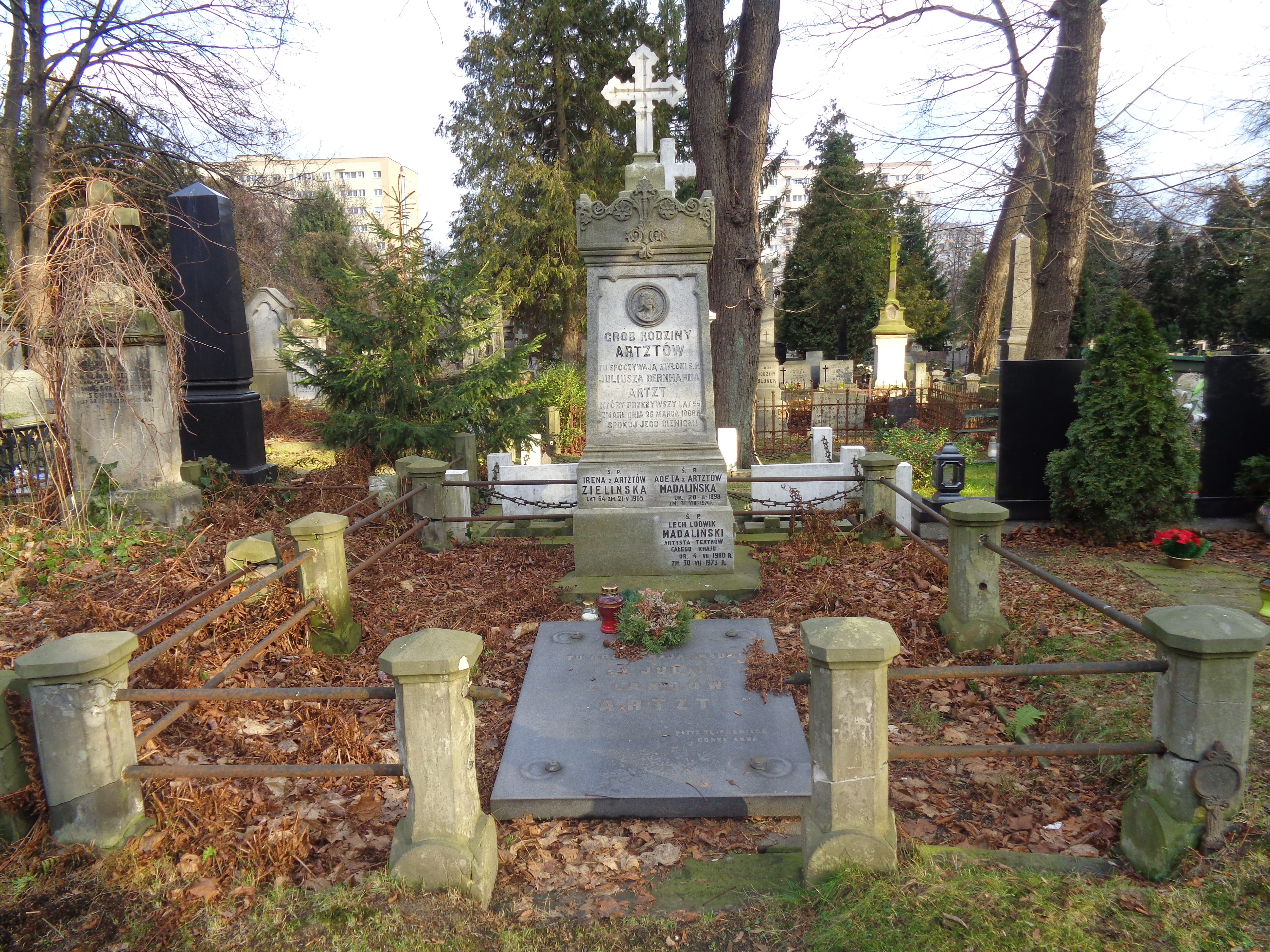
Grób Adeli Artzt-Madalińskiej na cmentarzu ewangelicko-augsburskim

Adela Eugenia (błędnie Adrianna Aritztówna) Artzt-Madalińska (ur. 20 stycznia 1898 w Warszawie – zm. 30 sierpnia 1974 tamże) – polska reporterka i dziennikarka radiowa, pionierka polskiej radiofonii.
Ukończyła gimnazjum w Warszawie. Początkowo pracowała w Polskim Czerwonym Krzyżu (1921-1924) następnie w Banku Gospodarstwa Krajowego (1924-1929). Od 1926 była związana z Polskim Radiem. 17-20 lutego 1927 została autorką pierwszej w historii transmisji radiowej z międzynarodowych narciarskich mistrzostw Polski w Zakopanem. W 1928 roku relacjonowała międzynarodowe zawody wioślarskie w Brdyujściu. Publikowała również artykuły dot. tematyki radiowej w czasopismach m.in. w "Auto", "Antena", "Wschód" i "Der Deutsche Rundfunk".Po przeniesieniu się do Lwowa od 1930 była spikerką i reżyserką audycji dla dzieci w nowo utworzonej lwowskiej rozgłośni Polskiego Radia, m.in. twórczyni opowiadań radiowych dla dzieci: Mały rybak z Jastarni, Zima w Zakopanem, Feluś gwizdawka, Przygody lalki, Niezwykła przygoda panny Gapy. Uczestniczyła też jako  "Ciotka Ada" w popularnej audycji radiowej "Wesoła Lwowska Fala".
Po II wojnie światowej, w latach 1949-1970 pracowała jako reżyser radiowy w Polskim Radiu w Warszawie. Była też asystentką reżysera w spektaklach Teatru Polskiego Radia, m.in. w inscenizacjach reżyserowanych przez Zbigniewa Kopałko, Tadeusza Byrskiego, Natalii Szydłowskiej, Wojciecha Maciejewskiego, Jerzego Krzysztonia.

## Życie prywatne
Córka Juliusza Arzta i Alberty z Marzahnów. Była najpierw żoną dziennikarza Włodzimierza Jampolskiego (1890-1943) z którym szybko się rozwiodła a następnie aktora Lecha Ludwika Madalińskiego (1900-1973). Pochowana na Cmentarzu Ewangelicko-Augsburskim w Warszawie(aleja 21, grób 33).